# София (Эхинады)
Софи́я (греч. Σοφία) — необитаемый остров в Ионическом море. Административно относится к сообществу Айия-Эффимия в общине Сами в периферийной единице Кефалиния. Площадь острова 175 акров (70,8 га). Является пятым по величине островом архипелага Эхинады после Петаласа, Оксии, Драконеры и Проватиона.
Остров является частным. В 2013 году греческий предприниматель, постоянно проживающий в ЮАР, купил на аукционе островок София за 2,82 млн евро. В 2015 году сообщалось, что о покупке острова пытается договориться пара Брэд Питт и Анджелина Джоли. В январе 2018 года сообщалось, что остров купил футболист Лионель Месси.